# Kapelle Oelerse

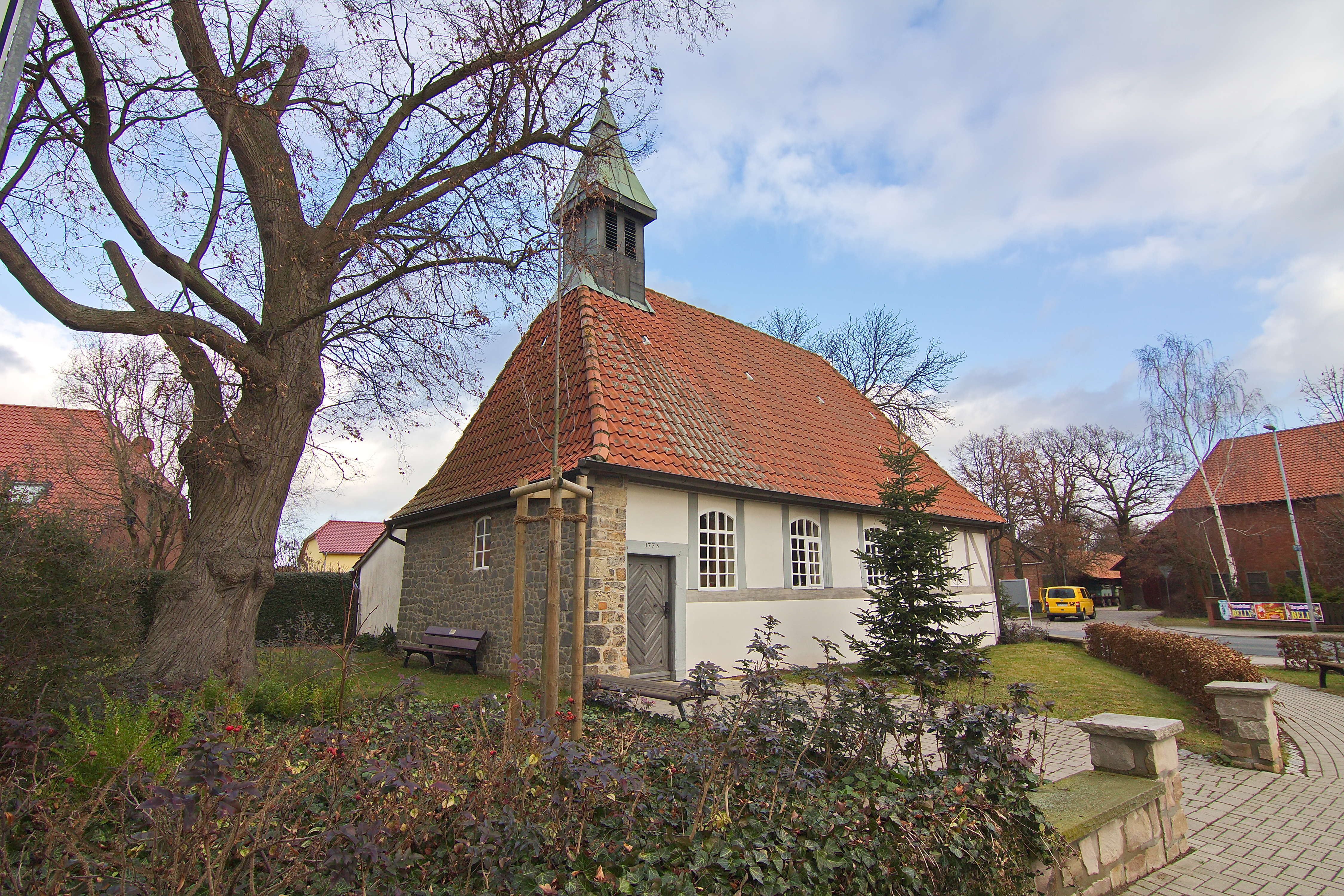
Kapelle Oelerse von der Südwestseite

Die evangelisch-lutherische, denkmalgeschützte Kapelle Oelerse steht in Oelerse, einer Ortschaft in der Gemeinde Edemissen im Landkreis Peine in Niedersachsen. Die beiden Dörfer Abbensen und Oelerse bilden die Kirchengemeinde Abbensen-Oelerse, die zum Kirchenkreis Peine im Sprengel Hildesheim-Göttingen der Evangelisch-lutherischen Landeskirche Hannovers gehört.

## Geschichte, Architektur und Ausstattung
Die Fachwerkkapelle stammt laut einer Inschrift über dem Portal aus dem Jahre 1773 und ersetzte einen Vorgängerbau, der 1534 erwähnt wurde. 1801 wurde die Westwand durch eine Feldsteinmauerwand ersetzt. 1893 wurde die Kirche verputzt, der Putz wurde aber 1921 wieder entfernt. Die Kapelle hatte ursprünglich einen Chor mit dreiseitigem Schluss im Osten, der 1921 entfernt wurde. Das Schiff wurde um vier Gefache verlängert und mit einer geraden Ostwand abgeschlossen. Im Westen wurde die Wand mit Bruchsteinen verkleidet. Das ursprüngliche Satteldach wurde durch ein Walmdach ersetzt, aus dem sich ein verkupferter, bis in die 1960er Jahre verschieferter Dachreiter erhebt, der ein spitzes Pyramidendach trägt. In seinem Glockenstuhl hängt eine Läuteglocke aus Bronze mit dem Ton a² eines unbekannten Gießers, die 1846 gegossen wurde. An der Nordseite wurde ein Anbau aus Mauerziegeln als Leichenhaus errichtet, der mit einem Pultdach bedeckt ist. 
Der Innenraum ist mit einer Holzbalkendecke überspannt. Von der Vorgängerkapelle wurde der größte Teil der Kirchenausstattung übernommen, wie der spätgotische Flügelaltar. In seinem Mittelfeld wird die Gregorsmesse dargestellt, die von vier Heiligenfiguren flankiert wird. Die beiden nicht mehr klappbaren Seitenflügel zeigen jeweils sechs Heiligenfiguren. Auf der polygonalen Brüstung der hölzernen Kanzel von 1710 sind die vier Evangelisten gemalt. Ein hölzernes Kruzifix stammt aus dem 15./16. Jahrhundert. Der Pastorenstuhl ist 1790 datiert. Die derzeit vorhandene elektronische Orgel wurde 2015 angeschafft.
Zum 250. Jubiläum der Kapelle 2023 wurde ihr der Name Magdalenenkapelle gegeben. Maria Magdalena ist eine der sicher identifizierbaren Heiligenfiguren des Altars.

## Einzelnachweis
1. ↑  Kapelle Oelerse. In: Denkmalatlas Niedersachsen. Abgerufen am 12. April 2024.

Koordinaten: 52° 23′ 9,9″ N, 10° 10′ 21,6″ O